# Finistère
Finistère (bretonsko Penn-ar-Bed, oznaka 29) je  francoski departma ob Atlantskem oceanu. Nahaja se v regiji Bretanji. 

## Zgodovina
Departma je bil ustanovljen v času francoske revolucije 4. marca 1790 iz dela nekdanje zgodovinske pokrajine Bretanije.

## Geografija
Ime Finistère pomeni konec sveta, departma se namreč nahaja na skrajnem rtu zahodne Bretanje in je zelo oddaljen od Pariza. Departma je s treh strani obdan z vodo, na jugu ga obliva Biskajski zaliv, na zahodu Atlantski ocean, na severu pa Rokavski preliv. Na vzhodu meji na departmaja Côtes-d'Armor in Morbihan.